# Міська електричка регіону Рейн-Рур
S-Bahn Рейн-Рур — поліцентрична мережа S-Bahn з електричним приводом, що охоплює метрополійний регіон Рейн-Рур у німецькій федеративній землі Північний Рейн-Вестфалія. 
Обслуговує більшість Руру (та такі міста, як Дортмунд, Дуйсбург і Ессен), Берг міста Вупперталь і Золінген і частини Рейнської області (з такими містами, як Кельн і Дюссельдорф). 
Найсхідніше місто в мережі S-Bahn Рейн-Рур — Унна, а найзахідніше — Менхенгладбах.
Мережа складається з 16 маршрутів. 
Більшість з них обслуговує DB Regio NRW, тоді як лінію S28 обслуговує Regiobahn GmbH, а S7 — Vias. 
S19 курсуватиме 24/7 між Дюреном і Геннефом на 17 станціях, а не лише між Кельн-Головним та аеропортом Кельна/Бонна.

### Лінії з грудня 2019
| Лінії | Маршрут | Використовуються залізниці | Довжина         | Оператор  | Дата відкриття першої черги | Перша черга                 |
| ----- | --- | --- | --------------- | --------- | --------------------------- | --------------------------- |
| S1    | Дортмунд – Бохум – Ессен – Мюльгайм – Дуйсбург – Аеропорт Дюссельдорф – Дюссельдорф – Гільден – Золінген                                           | Дортмунд — Дуйсбург, Дуйсбург — Дюссельдорф, Дюссельдорф–Золінген | 97 км           | DB Regio  | 26.05.1974                  | Бохум – ДУ-Гросенбаум       |
| S2    | Дортмунд – Дортмунд-Дорстфельд – Дортмунд-Менгеде – Герне – (Гельзенкірхен – Ессен) або – Реклінгхаузен                                            | Дортмунд — Дортмунд-Дорстфельд, Дортмунд-Дорстфельд — Дортмунд-Менгеде, Дортмунд-Менгеде — Герне/Гельзенкірхен/Дуйсбург, і частина Ессен–Гельзенкірхен або Герне–Реклінгхаузен          | 58 / 42 / 33 км | Abellio   | 02.06.1991                  | Дортмунд — Дуйсбург         |
| S3    | Оберхаузен – Мюльгайм (Рур) – Ессен – Ессен-Штеле – Гаттінген-Мітте                                                                                | Обераузен — Ессен — Штеле-Ост, Ессен — Штеле-Ост — Бохум — Дальхаузен, Бохум — Дальхаузен — Гаттінген (Рур)-Мітте                                                                       | 33 km           | Abellio   | 26.05.1974                  | Обераузен – Гаттінген (Рур) |
| S4    | Дортмунд-Лютгендортмунд – Дортмунд-Дорстфельд – Унна-Кенігсборн – Унна                                                                             | Дортмунд — Лютгендортмунд — Дортмунд-Південний, Дортмунд-Південний — Унна-Кенігсборн, Унна — Кенігсборн–Унна                                                                            | 30 км           | DB Regio  | 03.06.1984                  | ДО-Германія – Унна          |
| S5    | Дортмунд – Віттен – Веттер – Гаген (– Менхенгладбах-Головний)                                                                                      | Дортмунд — Гаген | 31 km           | DB Regio  | 29.05.1994                  | Весь маршрут                |
| S6    | Ессен – Раттінген-Східний – Дюссельдорф – Лангенфельд – Кельн – Кельн-Ніппес                                                                       | Ессен-Верден–Ессен, Ессен-Верден–Дюссельдорф, Кельн — Дуйсбург, Lower Left Rhine Railway                                                                                                | 78 км           | DB Regio  | 28.09.1967                  | Ратінген-Східний – Д-Гарат  |
| S7    | Вупперталь – Ремшайд – Золінген | Вупперталь — Вупперталь-Обербармен, Вупперталь — Обербармен — Золінген | 41 км           | Abellio   | 15.12.2013                  | Весь маршрут                |
| S8    | Дортмунд – Гаген – Вупперталь – Вупперталь-Фовінкель – Дюссельдорф – Нойсс – Менхенгладбах                                                         | Гаген — Швельм, Швельм — Вупперталь, Вупперталь — Дюссельдорф, Менхенгладбах — Дюссельдорф                                                                                              | 82 km           | DB Regio  | 29.05.1988                  | Весь маршрут                |
| S9    | Реклінгхаузен / Гальтерн-ам-Зе – Гладбек-Західний – Ботроп – Ессен – Ессен-Штеле – Фельберт-Лангенберг – Вупперталь-Фовінкель – Вупперталь - Гаген | | 90 км           | Abellio   | 24.05.1998                  | Гальтерн – Ессен-Штеле      |
| S11   | Термінал аеропорту Дюссельдорф – Дюссельдорфf – Дюссельдорф – Нойс – Кельн-Ніппес – Кельн – Бергіш-Гладбах                                         | Залізниця Дюссельдорф-Унтеррат — Термінал аеропорту Дюссельдорф, Залізниця Кельн — Дуйсбург, Lower Left Rhine Railway, Залізниця Кельн — Дуйсбург, Залізниця Кельн — Мюльгайм — Ліндлар | 74 км           | DB Regio  | 01.06.1975                  | Хорвайлер — Гладбах         |
| S12   | S-Bahn-Рейн-Зіг Дюрен – Горрем – Кельн – Тройсдорф – Зігбург/Бонн – Ау                                                                             | Дюрен — Кельн, Кельн — Ау-Зіг | 105 км          | DB Regio  | 02.06.1991                  | Кельн-Ніппес – Ау           |
| S13   | S-Bahn-Рейн-ЗігАахен – Дюрен –) Горрем – Кельн – Кельн/Аеропорт Бонн – Тройсдорф                                                                   | Швидкісна залізниця Кельн — Ахен, Залізниця Кельн – Тройсдорф | 45 км           | DB Regio  | 15.12.2002                  | Дюрен – Кельн-Дойц          |
| S19   | S-Bahn-Рейн-Зіг Горрем – Кельн-Ганзарінг – Кельн – Аеропорт Кельн/Бонн – Тройсдорф– Зігбург/Бонн – Геннеф                                          | Горрем–Кельн, Кельн — Геннеф |                 | DB Regio  | 14.12.2014                  | Весь маршрут                |
| S23   | Ойскірхен — Райнбах — Меккенгайм — Бонн | Ойскірхен — Бонн | 47 км           | DB Regio  | 14.12.2014                  | Весь маршрут                |
| S28   | Метман-Штадтвальд – Дюссельдорф — Нойс – Карстер-Зе                                                                                                | Метман-Штадтвальд — Дюссельдорф, Дюссельдорф — Нойс, Нойсс — Карстер-Зе | 34 км           | Regiobahn | 26.09.1999                  | Весь маршрут                |
| S68   | Вупперталь — Фовінкель — Дюссельдорф — Лангенфельд (Рейнль)                                                                                        | Вупперталь–Дюссельдорф, Дюссельдорф–Лангенфельд | 39 км           | DB Regio  | 13.12.2009                  | Весь маршрут                |